# Suur Kaksjärv
Suur Kaksjärv är en sjö i Estland. Den ligger i landskapet Harjumaa, 40 km sydost om huvudstaden Tallinn. Suur Kaksjärv är 2,4 hektar och ligger 72 meter över havet. I omgivningarna runt Suur Kaksjärv växer i huvudsak blandskog. Namnet betyder Stora Kakssjön och strax öster om den ligger Väike Kaksjärv, vilket betyder Lilla Kakssjön.
Trakten ingår i den hemiboreala klimatzonen. Årsmedeltemperaturen i trakten är 2 °C. Den varmaste månaden är juli, då medeltemperaturen är 16 °C, och den kallaste är januari, med −12 °C.